# جرالد گرین (بازیکن بسکتبال)
جرالد گرین (انگلیسی: Gerald Green؛ زادهٔ ۲۶ ژانویهٔ ۱۹۸۶) یک بازیکن بسکتبال اهل ایالات متحده آمریکا است.
از باشگاه‌هایی که در آن بازی کرده‌است می‌توان به ایندیانا پیسرز، هیوستون راکتس، بروکلین نتس، بوستون سلتیکس، مینه‌سوتا تیمبرولوز، دالاس ماوریکس، میامی هیت، و فینیکس سانز اشاره کرد.